# Cudjoe Key
Cudjoe Key é uma Região censo-designada localizada no estado americano de Flórida, no Condado de Monroe.

## Demografia
Segundo o censo americano de 2000, a sua população era de 1 695 habitantes.

## Geografia
De acordo com o United States Census Bureau tem uma área de 14,6 km², dos quais 13,6 km² cobertos por terra e 1,0 km² cobertos por água.

## Localidades na vizinhança
O diagrama seguinte representa as localidades num raio de 48 km ao redor de Cudjoe Key.